# Pisauridae

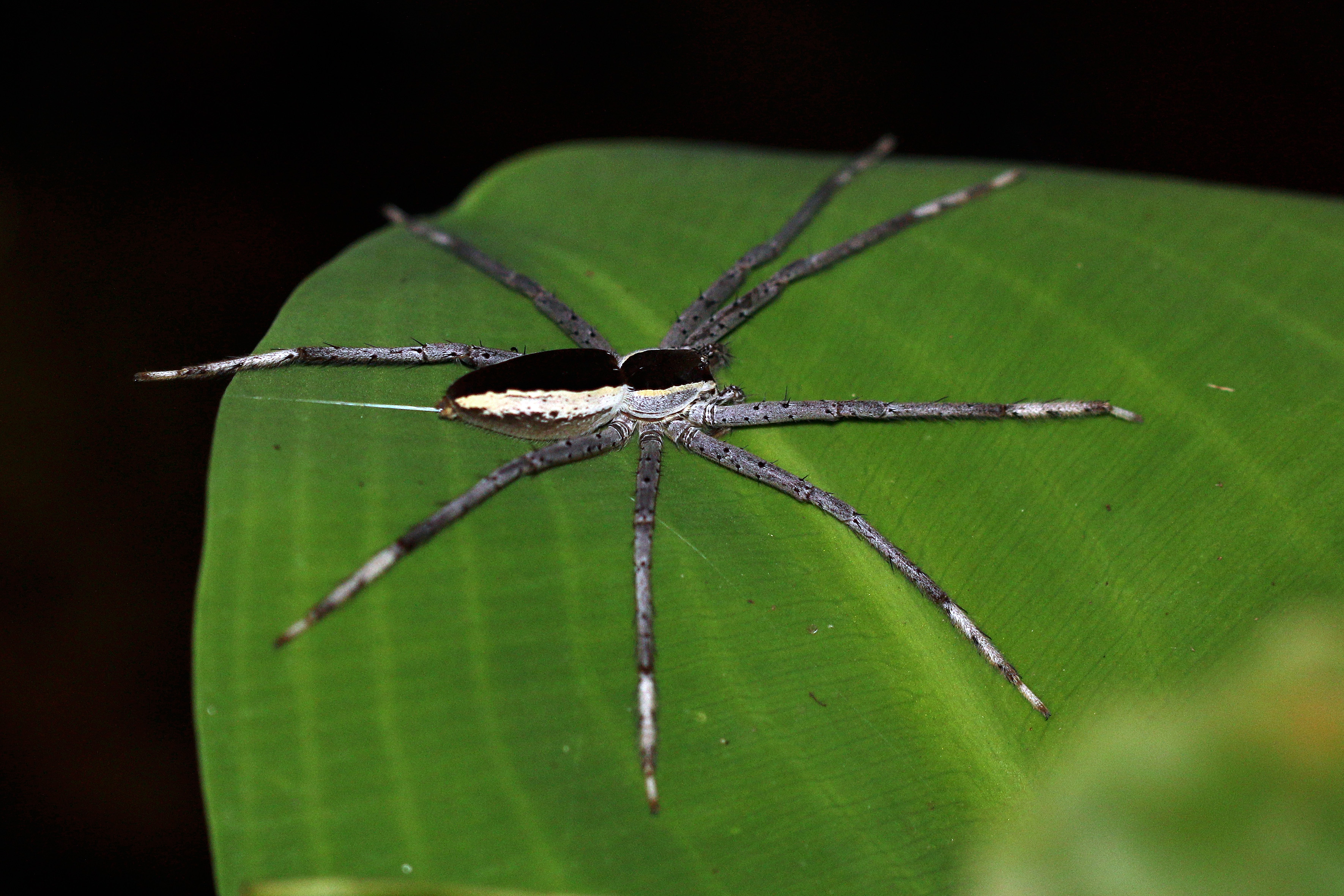
Nilus albocinctus, fêmea (Sabah, Bornéu.)

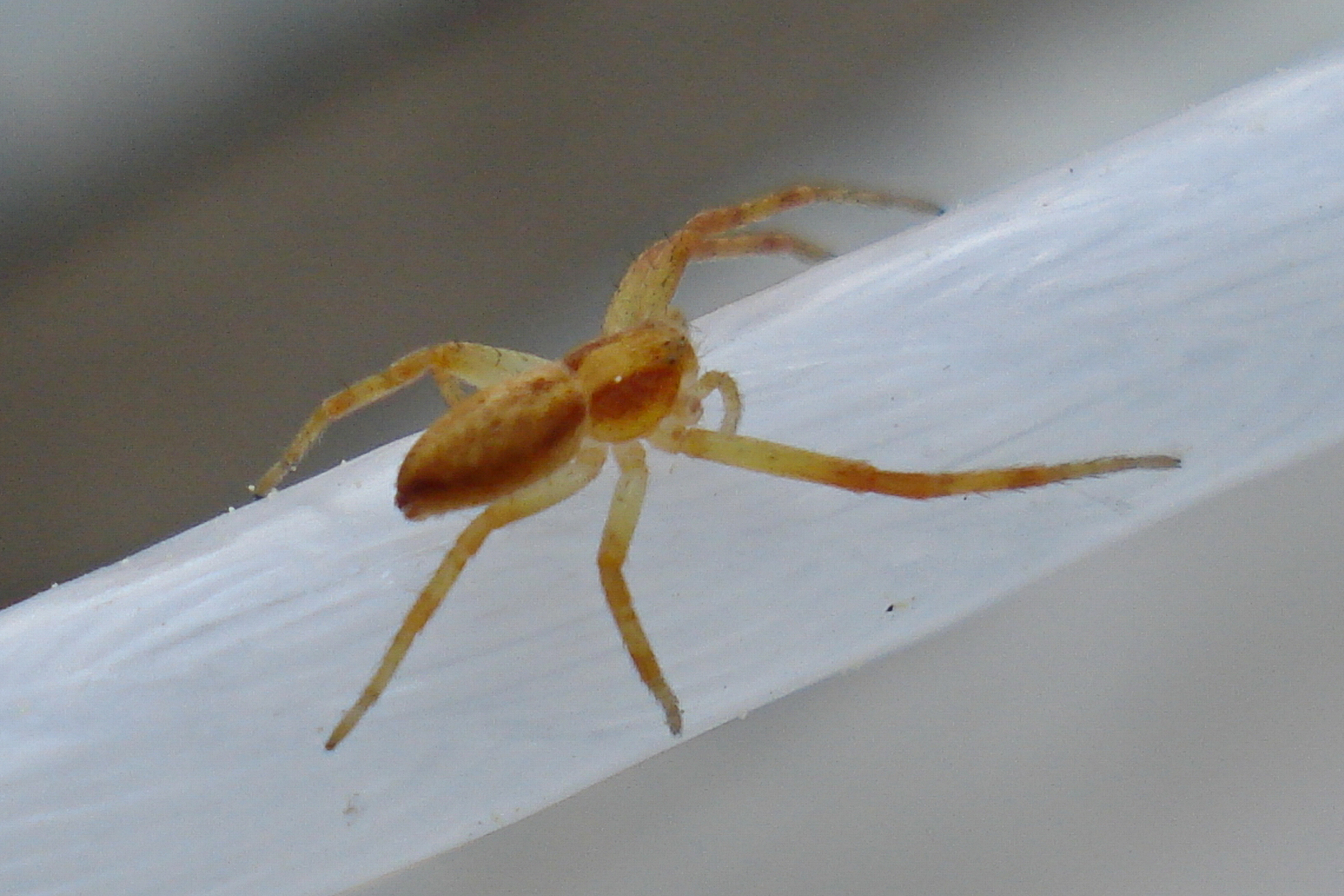
Espécime de Pisauridae.

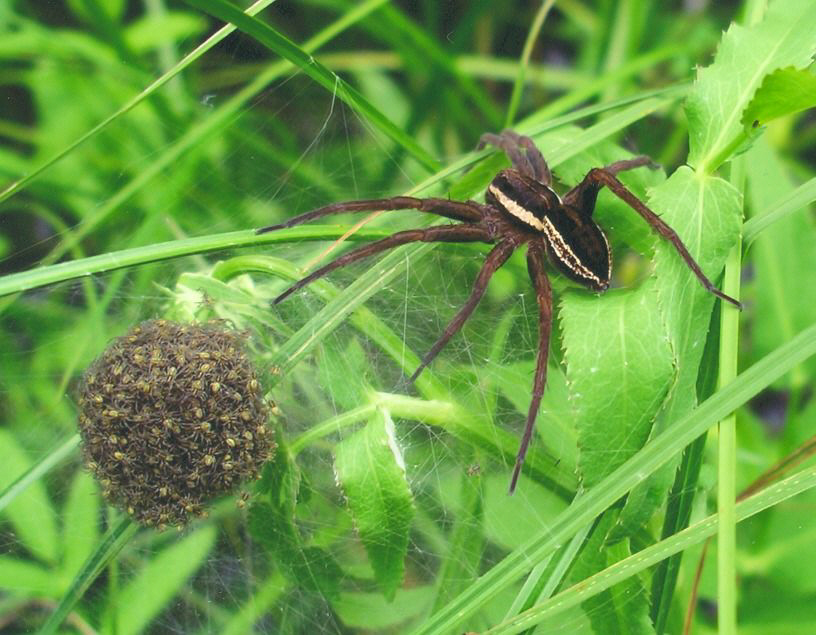
Exemplar de Dolomedes fimbriatus com a sua creche de juvenis.

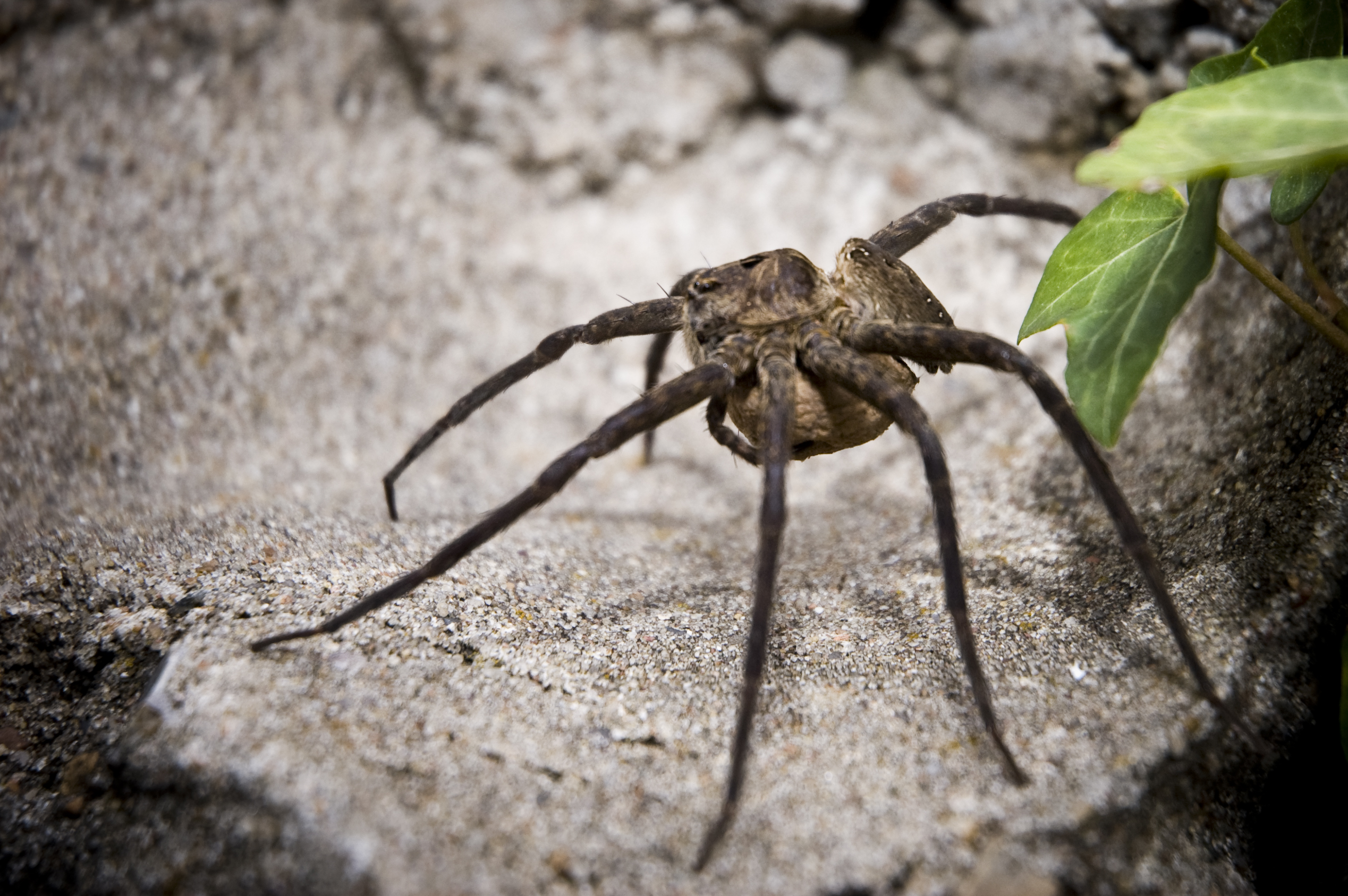
Espécime transportando o saco de ovos.

Pisauridae é uma família de pequenas aranhas de coloração acastanhada, geralmente clara, mas por vezes acinzentada, que inclui as espécies conhecidas por aranhas-de-jardim ou aranhas-creche (por vezes confundidas com algumas aranhas-lobo). Atingem de 4 a 8 cm de comprimento e possuem, no dorso do abdômen, um desenho negro em forma de seta. O ventre é negro e as quelíceras são recobertas por pelos avermelhados ou alaranjados. Sua longevidade pode variar de 280-300 dias.Para conter a presença dessa aranha é necessário sempre manter a grama bem podada e evitar entulhos perto das residências. Ela constrói seu ninho com o uso de folhas secas.

## Descrição
A família Pisauridae integra as espécies conhecidas por aranhas-creche, designação que resulta da maioria destas espécies transportarem os ovos e os juvenis quando se deslocam. Apresentam uma semelhança morfológica superficial com os membros da família Lycosidae, as aranhas-lobo, das quais se distinguem por transportarem os sacos de ovos segurando-os com as mandíbulas e pedipalpos em vez de utilizarem as fieiras. Quando os ovos estão prestes a eclodir, a fêmea constrói uma "tenda" de seda de aranha na qual coloca o saco de ovos, ficando de guarda. O nome "aranha-creche" é especialmente aplicado às espécies europeias, com destaque para Pisaura mirabilis. Para além das aranhas-creche, a família também inclui aranhas-pescadoras (Dolomedes), entre as quais a aranhas-de-jangada (Dolomedes fimbriatus), com hábitos aquáticos.
Outra característica que distingue esta família das aranhas-lobo é a presença de pares de olhos compostos de dimensões similares entre si, enquanto que os membros da família Lycosidae apresentam dois olhos muito maiores do que os restantes seis.
Muitas espécies desta família apresentam comportamento aquático, sendo capazes de caminhar sobre a superfície da água em repouso (usando a tensão superficial), podendo mesmo algumas mergulhar por algum tempo para escapar a inimigos.
A maioria das espécies apresenta capacidade para saltar distâncias relativamente longas, podendo escapar a predadores saltando distâncias de 12-15 cm. No entanto, estas aranhas apresentam dificuldade em caminhar sobre superfícies muito lisas, como é o caso de vidro ou gelo.
Durante o acasalamento, a fêmea por vezes tenta comer o macho após a cópula. Quando se aproxima, o macho, para reduzir o risco de ser comido, muitas vezes apresenta à fêmea um presente, frequentemente uma mosca, na esperança de que isso satisfaça a sua fome. Contudo, por vezes é um presente falso, destinado a enganar a fêmea. Nesses casos os machos envolvem o falso presente em seda, mas quando as fêmeas detectam o engano terminam o acasalamento, negando ao macho a vantagem.

## Taxonomia
A família Pisauridae inclui os seguintes géneros, repartidos por duas subfamílias (géneros validados pelo World Spider Catalog):
- Subfamília Pisaurinae Simon, 1890
  - Afropisaura Blandin, 1976
  - Architis Simon, 1898
  - Caripetella Strand, 1928
  - Charminus Thorell, 1899
  - Chiasmopes Pavesi, 1883
  - Cispius Simon, 1898
  - Cladycnis Simon, 1898
  - Dendrolycosa Doleschall, 1859
  - Euprosthenops Pocock, 1897
  - Euprosthenopsis Blandin, 1974
  - Maypacius Simon, 1898
  - Paracladycnis Blandin, 1979
  - Perenethis L. Koch, 1878
  - Phalaeops Roewer, 1955
  - Pisaura Simon, 1885
  - Pisaurina Simon, 1898
  - Polyboea Thorell, 1895
  - Ransonia Blandin, 1979
  - Rothus Simon, 1898
  - Stoliczka O. P.-Cambridge, 1885
  - Tetragonophthalma Karsch, 1878
  - Thalassiopsis Roewer, 1955
  - Voraptipus Roewer, 1955
  - Vuattouxia Blandin, 1979
  - Walrencea Blandin, 1979
- Subfamília Thalassiinae
  - Archipirata Simon, 1898
  - Dolomedes Latreille, 1804
  - Eucamptopus Pocock, 1900
  - Ilipula Simon, 1903
  - Megadolomedes Davies & Raven, 1980
  - Nilus O. P.-Cambridge, 1876
  - Nukuhiva Berland, 1935
  - Papakula Strand, 1911
  - Thaumasia Perty, 1833
  - Tinus F. O. P.-Cambridge, 1901
- Incertae sedis
  - Bradystichus Simon, 1884
  - Campostichommides Strand, 1911
  - Cispinilus Roewer, 1955
  - Conakrya Schmidt, 1956
  - †Eopisaurella Petrunkevitch, 1958 (Eoceno inferior; âmbar báltico)
  - †Esuritor Petrunkevitch, 1942 (Eoceno inferior; âmbar báltico)
  - Hala Jocqué, 1994
  - Hygropoda Thorell, 1894
  - Inola Davies, 1982
  - †Palaeoperenethis Seldon & Penney, 2009 (Ypresiano, British Columbia, Canadá)
  - Qianlingula Zhang, Zhu & Song, 2004
  - Sphedanus Thorell, 1877
  - Tallonia Simon, 1889
  - Tapinothele Simon, 1898
  - Tapinothelella Strand, 1909
  - Tapinothelops Roewer, 1955
  - Tolma Jocqué, 1994

Algumas espécies conhecidas apenas do registo fóssil foram também incluídas nesta família:
- †Eopisaurella Petrunkevitch, 1958 (Eoceno inferior; âmbar báltico)
- †Palaeoperenethis Seldon & Penney, 2009 (Ypresiano, British Columbia, Canadá)

### GéneroPisaura
O género mais comum, e que deu o nome à família, é o género Pisaura Simon, 1885, o qual inclui as seguintes espécies:
- Pisaura acoreensis Wunderlich, 1992 — Açores;
- Pisaura anahitiformis Kishida, 1910 — Japão;
- Pisaura ancora Paik, 1969 — Rússia, China, Coreia;
- Pisaura bicornis Zhang & Song, 1992 — China, Japão;
- Pisaura bobbiliensis Reddy & Patel, 1993 — Índia;
- Pisaura consocia (O. P.-Cambridge, 1872) — Israel, Líbano, Síria;
- Pisaura decorata Patel & Reddy, 1990 — Índia;
- Pisaura gitae Tikader, 1970 — Índia, ilhas Andaman;
- Pisaura lama Bösenberg & Strand, 1906 — Rússia, China, Coreia, Japão;
- Pisaura mirabilis (Clerck, 1757) — distribuição paleárctica;
- Pisaura novicia (L. Koch, 1878) — do Mediterrâneo até à Geórgia;
- Pisaura orientalis Kulczynski, 1913 — margens do Mediterrâneo;
- Pisaura parangbusta Barrion & Litsinger, 1995 — Filipinas;
- Pisaura podilensis Patel & Reddy, 1990 — Índia;
- Pisaura putiana Barrion & Litsinger, 1995 — Filipinas
- Pisaura quadrilineata (Lucas, 1838) — Ilhas Canárias, Madeira;
- Pisaura sublama Zhang, 2000 — China;
- Pisaura swamii Patel, 1987 — Índia.

## Galeria

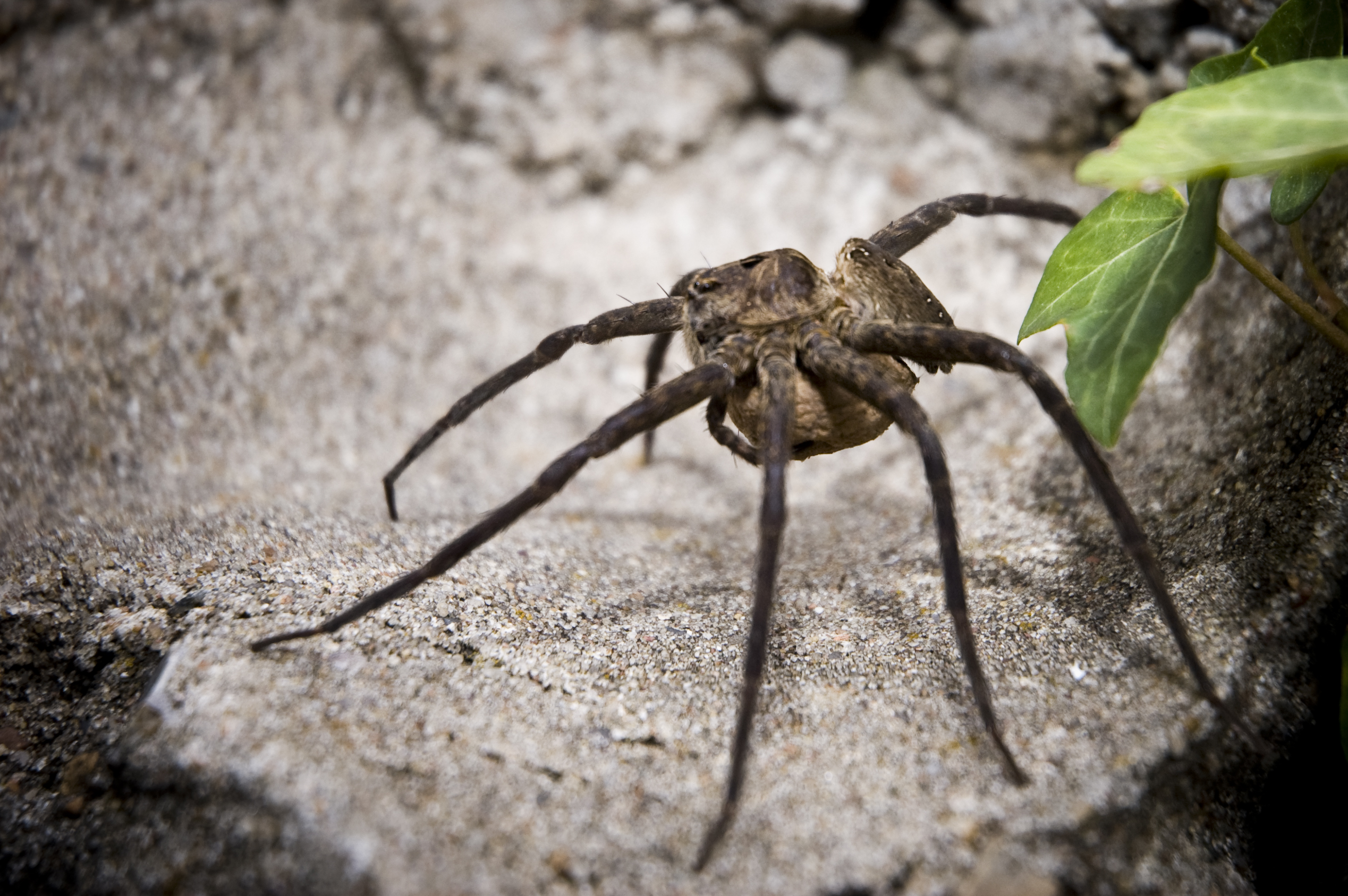
Exemplar com saco de ovos.
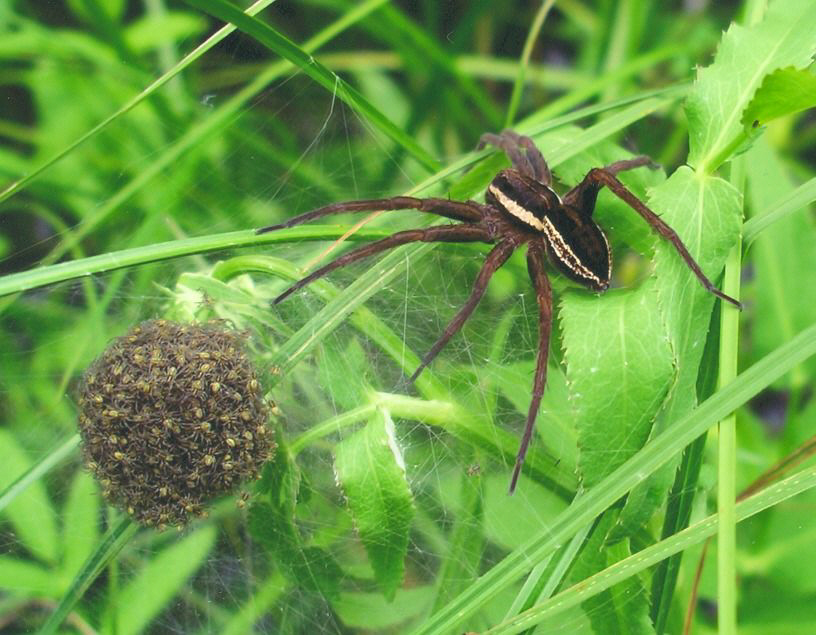
Dolomedes fimbriatus com a sua creche.
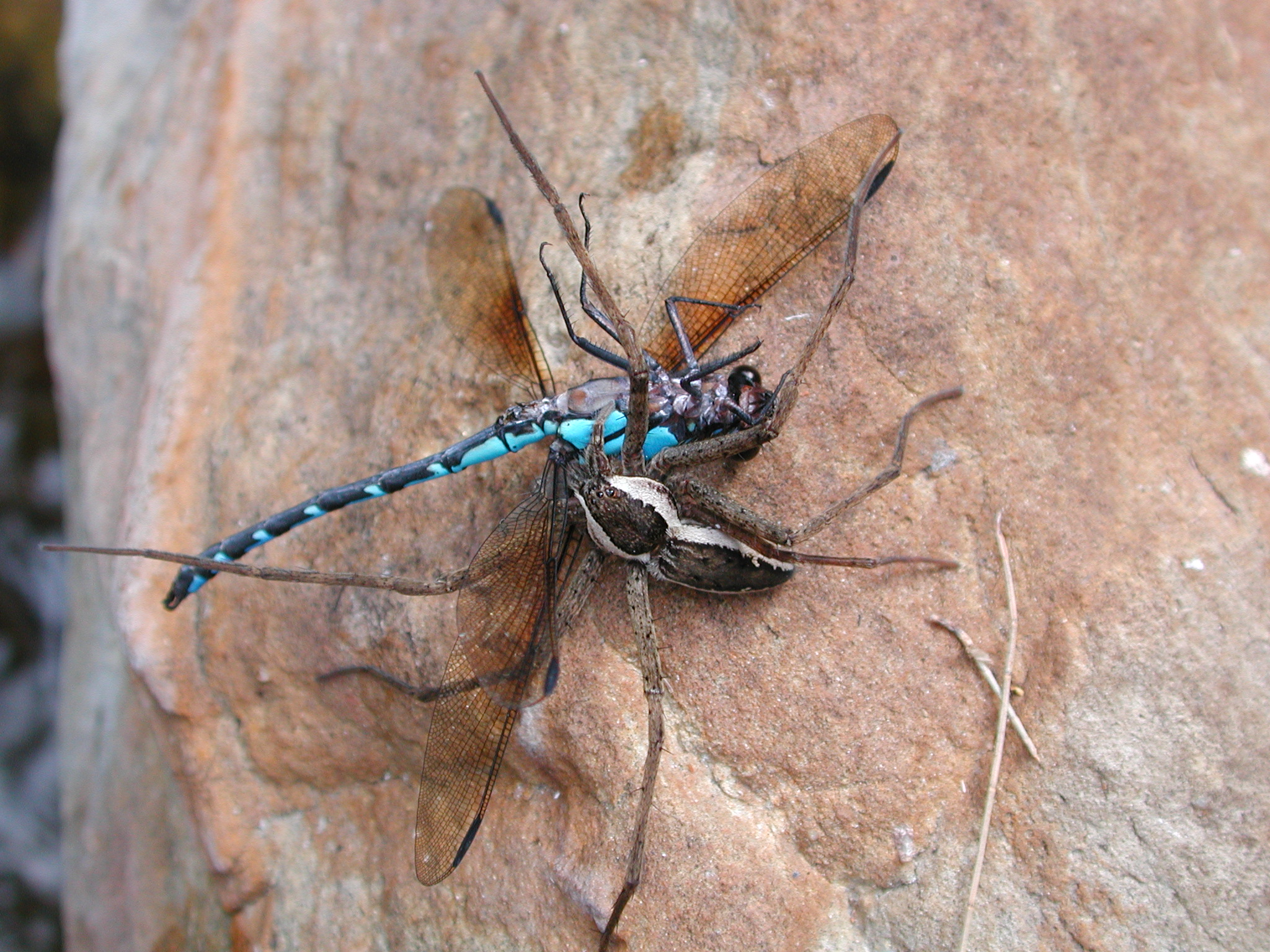
Megadolomedes australianus com uma presa.